# Lập trường chính trị của Đảng Cộng hòa
Cương lĩnh của Đảng Cộng hòa Hoa Kỳ nói chung dựa trên chủ nghĩa bảo thủ Mỹ, trái ngược với chủ nghĩa tự do hiện đại của Đảng Dân chủ. Các lập trường của Đảng Cộng hòa đã chuyển biến theo thời gian. Hiện tại, đảng bảo thủ về mặt tài chính, bao gồm ủng hộ giảm thuế, chủ nghĩa tư bản thị trường tự do, bãi bỏ quy định đối với các công ty kinh doanh, và ủng hộ các hạn chế đối với liên đoàn lao động. Đảng cũng bảo thủ về mặt xã hội, bao gồm ủng hộ quyền giữ và vác súng được nêu trong Tu chính án thứ hai của Hiến pháp Hoa Kỳ, và các giá trị truyền thống khác, thường với một nền tảng Cơ đốc giáo, bao gồm ủng hộ các hạn chế đối với phá thai. Trong chính sách đối ngoại, các đảng viên Cộng hòa thường ủng hộ việc tăng chi tiêu quân sự và hành động đơn phương. Các lập trường khác của Đảng Cộng hòa bao gồm hạn chế nhập cư, cụ thể hơn là phản đối nhập cư bất hợp pháp, phản đối hợp pháp hóa các chất kích thích, và ủng hộ lựa chọn trường học.